# Eudromia
Eudromia – rodzaj ptaków z rodziny kusaczy (Tinamidae).

## Zasięg występowania
Rodzaj obejmuje gatunki występujące w Ameryce Południowej.

## Morfologia
Długość ciała 37·5–41 cm; masa ciała 402–800 g.

## Systematyka

### Etymologia
- Eudromia: gr. ευδρομια eudromia – szybkość, od ευδρομεω eudromeō – szybko poruszać stopami, od ευ eu – dobrze; δρομος dromos – bieganie, od τρεχω trekhō – biegać[7].
- Calodromas: gr. καλος kalos – piękny; δρομας dromas – bieganie, od τρεχω trekhō – biegać[8]. Gatunek typowy: Eudromia elegans I. Geoffroy Saint-Hilaire, 1832.
- Calopezus: gr. καλος kalos – piękny; πεζος pezos – pieszy, pieszo[9]. Gatunek typowy: Eudromia elegans I. Geoffroy Saint-Hilaire, 1832.

### Podział systematyczny
Do rodzaju należą następujące gatunki:
- Eudromia elegans – kusacz pampasowy
- Eudromia formosa – kusacz leśny